# 鳳亭駅
鳳亭駅（ポンジョンえき）は、大韓民国慶尚北道永川市にある韓国鉄道公社の駅である。2017年の新線への切り替え以降事実上廃止状態であったが、2021年6月17日に正式に廃止された。

## 路線
- 韓国鉄道公社
  - 大邱線

## 歴史
- 1960年12月23日：無配置簡易駅として開業[1]。
- 1977年3月1日：駅舎新築、通常駅に昇格[2]。
- 2004年12月10日：無配置簡易駅に降格[3]。
- 2007年6月1日：旅客取扱中止。
- 2017年9月8日：大邱線河陽駅 - 永川駅間複線電化工事に伴い新線に切り替え、新線上に当駅は設置されず事実上廃止。
- 2021年6月17日：正式に廃止。

## 隣の駅
韓国鉄道公社
大邱線（旧線）
河陽駅 - (琴湖駅) - 鳳亭駅 - 北永川駅 - 永川駅